# 쓰다촌 (오카야마현 조토군)
쓰다촌(津田村)은 오카야마현 조토군에 있던 촌이다. 현재의 오카야마시 히가시구의 일부에 해당한다.